# 吉田海崖
79°20′S 158°12′E / 79.333°S 158.200°E
吉田海崖（英語：Yoshida Bluff）是南極洲的海崖，位於奧次地，處於卡萊恩冰川北面，屬於庫克山脈的一部分，海拔高度2,000米，以日本探險隊的地球化學家命名，現時由南極條約體系管理。